# Lewis Paul
Lewis Paul (død 1759) var den oprindelige opfinder af rullespinding, der lagde grundstenene til water framen, der anvendtes til spinding af bomuld i en bomuldsmølle.

## Liv og arbejde
Lewis Paul var af huguenot afstamning. Hans far var læge for Lord Shaftesbury. Det er muligt, at han kan se tidligt som i 1729 kan have påbegyndt arbejdet med at designe en spindemaskine til bomuld; men han gjorde sandsynligvis ikke praktiske fremskridt før efter 1732, hvor han mødte John Wyatt, en tømrer, der dengang arbejdede i Birmingham for en pistolsmeder. At Wyatt havde designet en maskine, der sandsynligvis var til at skære filer, havde vakt Pauls interesse.
Rullespinning var uden tvivl Pauls idé, og Wyatt byggede en maskine (eller model) til ham. Paul opnåede den 24. juni 1738 et patent på dette. Derefter gik han i gang med at prøve at licensere sin maskine, selvom nogle licenser blev givet for at tilfredsstille betalingen af gæld. I 1741 opsatte han en maskine drevet af to æsler i Upper Priory i Birmingham nær hans hus på Old Square.

## Møllers anvendelse af patentet på rullespinding
En udgiver ved navn Edward Cave fik en licens og satte maskiner op i et lager i London. I 1742 erhvervede han Marvel's Mill på floden Nene ved Northampton. Han ombyggede møllen, så den kunne rumme fire eller fem vanddrevne spindemaskiner, der hver havde 50 spindler. Det var den første bomuldsmølle. Cave døde den 10. januar 1754, hvor møllen overgik til hans bror William og hans nevø Paul. Samuel Touchet, en købmand fra London, ejerede møllen indtil 1755, dog uden at den leverede en fortjeneste. Den kan derefter være udlejet til Lewis Paul, men han døde i 1759. Caves-familien mistede lejekontrakten på grund af manglende betaling af leje i marts 1761 og annoncerede i november 1761, at møllen var til udlejning. I 1768 var møllen ombygget til igen at være en kornmølle.
I Leominster var en anden mølle i drift med Pauls patent. Den blev bygget i 1744 af John Bourn i et partnerskab med Henry Morris fra Lancashire. Møllen nedbrændte i november 1754.

## Kartemaskiner
I 1748 opnåede Daniel Bourn og Lewis Paul hver for sig patenter på kartemaskiner, der formodentlig fandt anvendelse i møllerne i henholdsvis Leominster og Northampton. Denne karteteknologi udtænkt af Lewis Paul og Daniel Bourn ser ud til at være grundlaget for senere kartemaskiner.

## Bedrifter
Princippet bag hans rullende spindeproces blev perfektioneret af John Kay og Thomas Highs og promoveret af Richard Arkwright. Pauls maskine ser kun ud til at have været beskedent rentabel. Det er ikke klart, i hvilket omfang hans arbejde afspejles i Arkwrights meget mere succesrige maskine, water framen, der blev patenteret i 1769. Arkwright tilføjede, ligesom Paul og Bourn, efterfølgende et kartningstrin til sit maskineri, men hans anvendelse af dette til at forlænge sine patentrettigheder på det oprindelige patent til efter udløbsdatoen mislykkedes, fordi forbedringen ikke var hans egen opfindelse.